# Ichthyophis longicephalus
Espèce
Statut de conservation UICN

 DD  : Données insuffisantes
Ichthyophis longicephalus est une espèce de gymnophiones de la famille des Ichthyophiidae.

## Répartition
Cette espèce est endémique du Kerala en Inde. Elle se rencontre vers 1 050 m d'altitude dans le parc national de Silent Valley.

## Publication originale
- Pillai, 1986 : Amphibian fauna of Silent Valley, Kerala, S. India. Records of the Zoological Survey of India. Occasional Paper, vol. 84, p. 220-242.